# Kėdainiai landskommun
Kėdainių rajono savivaldybė är en kommun i Litauen.   Den ligger i länet Kaunas län, i den centrala delen av landet, 110 km nordväst om huvudstaden Vilnius. Antalet invånare är 50 906. Arean är 1 677 kvadratkilometer.
Terrängen i Kėdainių rajono savivaldybė är huvudsakligen platt.
Följande samhällen finns i Kėdainių rajono savivaldybė:
- Josvainiai
- Daukšiai